# Motionless Pool
Motionless Pool ist ein Musikalbum von Marina Džukljev und Michael Thieke. Die am 4. Dezember 2021 im Kulturni centar Vojvodine Miloš Crnjanski in Novi Sad entstandenen Aufnahmen erschienen am 11. August 2024 auf dem Label Scatterarchive.

## Hintergrund
Die serbische Pianistin und Pädagogin Marina Džukljev und Michael Thieke trafen sich 2019 beim Konfrontationen Festival in Nickelsdorf, wo Džukljev auch ein Duo mit dem Wiener Cellisten noid alias Arnold Haberl (Continents, Inexhaustible Editions, 2023) aufnahm. Dort entstand die Idee als Duo zu spielen. Die COVID-19-Pandemie verzögerte die Durchführung einer gemeinsamen Tour bis Dezember 2021, als Motionless Pool im Kulturzentrum von Vojvodina „Miloš Crnjanski“ in Novi Sad aufgezeichnet wurde, und erneut im Frühjahr 2022, als das Duo zum ersten Mal live im Rahmen eines einwöchigen Aufenthalts von Džukljev im Berliner Veranstaltungsort Au Topsi Pohl auftrat.

## Titelliste
- Marina Džukljev & Michael Thieke: Motionless Pool (Scatterarchive)

1. Pockets of Silence 5:17
2. The Shadows and Ghosts We Mistook for Her 6:52
3. Motionless Pool 3:07
4. When Gravity Doesn’t Work 3:30
5. Set and Settings 4:21
6. Light Codes 8:15
7. On Being Unable to Stand Up and Leave 6:16

## Rezeption
Džukljev und Thieke würden sich auf Texturen konzentrieren, die das gesamte Klangspektrum des Klaviers und der Klarinette nutzen, natürlich mit verschiedenen Vorbereitungen und verschiedenen erweiterten Schlag- und Atemtechniken, manchmal bis hin zur Schaffung einer geheimnisvollen und resonanten Klangeinheit, schrieb Eyal Hareuveni in Salt Peanuts. Die sieben frei improvisierten Stücke bewegten sich zwischen den Polen Dichte und Kargheit und nutzten ein breites Spektrum repetitiver Strukturen sowie ton- und geräuschorientierter Materialien. Alle Stücke würden mit einem flüchtigen und elastischen Zeitgefühl spielen, als ob die Zeit ziemlich hartnäckig in einen fast völligen Stillstand verlangsamt oder in einen chaotischen Sturm vorgeschoben würde. Der Titel des Stücks „When Gravity Doesn’t Work“ fange den Geist dieser fesselnden Begegnung getreu ein.